# Pawieł Trofimow
Pawieł Michajłowicz Trofimow, ros. Павел Михайлович Трофимов (ur. 2 września 1894 r. w guberni mohylewskiej, zm. w grudniu 1929 r. w ZSRR) – emigracyjny działacz wojskowy i kombatancki, bojownik antysowiecki.

## Życiorys
W 1913 r. ukończył gimnazjum w Wilnie. Zaczął studiować na politechnice w Piotrogradzie, ale po wybuchu I wojny światowej został zmobilizowany do armii rosyjskiej. W 1916 r. ukończył szkołę wojskową w Kijowie. Służył w 14 Pułku Strzeleckim. Pod koniec stycznia 1918 r. w stopniu kapitana wstąpił do ochotniczego oddziału wojskowego płk. Drozdowskiego. Uczestniczył w Marszu Jassy – Don w składzie 2 Kompanii Mieszanego Pułku Strzeleckiego. Po dotarciu nad Don przeszedł do nowo formowanych wojsk Białych gen. Antona I. Denikina. Służył w 1 Pułku Drozdowskim. W lipcu 1919 r. w stopniu kapitana objął dowodzenie oddziału karabinów maszynowych. Od sierpnia 1920 r. dowodził kompanią karabinów maszynowych. Następnie został dowódcą batalionu piechoty. Kilkakrotnie był ranny. W połowie października tego roku wraz z wojskami Białych został ewakuowany z Krymu do Gallipoli. Na emigracji zamieszkał w Bułgarii. W 1923 r. przeniósł się do Czechosłowacji. Ukończył politechnikę w Pradze. Stanął na czele Stowarzyszenia Gallipojczyków. Jednocześnie działał w Rosyjskim Związku Ogólnowojskowym (ROWS). W grudniu 1929 r. podczas nielegalnego przekraczania granicy z ZSRR zginął w strzelaninie z funkcjonariuszami OGPU.